# Talking Is Hard
Talking Is Hard is het derde studioalbum van de Amerikaanse rockband Walk the Moon. Het album werd uitgebracht op 2 december 2014 door RCA Records. De eerste single van het album was Shut Up and Dance, welke een internationale hit werd. Het kwam op nummer 1 van de Billboard Alternative chart en de Billboard Rock Song chart en op nummer 4 van de Billboard Hot 100. In Nederland stond het op plek 22 van de Top 40 en op plek 28 van de Single Top 100.
Ter promotie van het album hebben ze het nummer Shut Up and Dance ten gehore gebracht bij The Tonight Show Starring Jimmy Fallon, The Ellen DeGeneres Show en Jimmy Kimmel Live!

## Tracklist

##### Talking Is Hard -Standaard editie
| Nr. | Titel                  | Duur |
| --- | ---------------------- | ---- |
| 1.  | "Different Colors"     | 3:42 |
| 2.  | "Sidekick"             | 2:55 |
| 3.  | "Shut Up and Dance"    | 3:19 |
| 4.  | "Up 2 U"               | 3:23 |
| 5.  | "Avalanche"            | 3:40 |
| 6.  | "Portugal"             | 4:01 |
| 7.  | "Down In the Dumps"    | 4:25 |
| 8.  | "Work This Body"       | 2:57 |
| 9.  | "Spend Your $$$"       | 3:22 |
| 10. | "We Are the Kids"      | 3:37 |
| 11. | Come Under the Covers" | 3:51 |
| 12. | "Aquaman"              | 3:59 |

##### Talking Is Hard -UK edition (bonus tracks)
| Nr. | Titel                                                       | Duur |
| --- | ----------------------------------------------------------- | ---- |
| 13. | "Boyfriend"                                                 | 3:28 |
| 14. | "This Must Be the Place (Naive Melody)" (Live at Sirius XM) | 3:53 |
| 15. | "Shut Up and Dance" (Live at Sirius XM)                     | 3:15 |

##### Talking Is Hard -Deluxe Google Play edition (bonus tracks)
| Nr. | Titel                          | Duur |
| --- | ------------------------------ | ---- |
| 13. | "Shut Up and Dance" (Acoustic) | 3:14 |
| 14. | "Different Colors" (Acoustic)  | 3:24 |